# Centre de formation à la sécurité maritime (Finlande)
Le centre de formation à la sécurité maritime (finnois : Merenkulun turvallisuuskoulutuskeskus ou Meriturva) est centre de formation  pour la sécurité en mer en Finlande.
Le centre est un établissement de l'Agence nationale de l'éducation qui dépend du Ministère de l'Éducation et de la Culture.

## Présentation
Le centre de formation  vise à améliorer la sécurité en mer en offrant des formations au feu et à la survie pour les marins professionnels et amateurs. 
La sécurité maritime comprend deux unités, l'unité de formation des pompiers à  Upinniemi et une unité de formation à la survie à Lohja.
A côté des marins, les personnes formées  sont membres des autorités maritimes et du personnel de vol. Des cours de sécurité spéciaux sont organisés pour les plaisanciers et les passagers de navires en finnois, en suédois et en anglais.